# .243 Winchester
Die Patrone .243 Winchester gilt als eine sehr präzise Gewehrpatrone für Jagd- und Sportzwecke.

## Bezeichnung
Im deutschen Nationalen Waffenregister (NWR) wird die Patrone unter Katalognummer 31 unter folgenden Bezeichnungen geführt (gebräuchliche Bezeichnungen in Fettdruck)
- .243 Win (Hauptbezeichnung)
- 6 mm Winchester
- 6 mm / .308 Winchester
- 6x52

## Geschichte
Die .243 Winchester wurde von Winchester im Jahre 1955 als Zentralfeuerpatrone für Raubwild und Rehwild auf den Markt gebracht. Es handelt sich lediglich um eine auf das kleinere Kaliber eingezogene .308 Winchester.

## Verwandte Patronen
- .308 Winchester (1951) – .308 in (7,620 mm)

- .260 Remington – .264 in (6,5 mm)

- 7mm-08 Remington – .284 in (7,0 mm)